# Pyrethrum richterioides
Pyrethrum richterioides là một loài thực vật có hoa trong họ Cúc. Loài này được (C.Winkl.) Krasn. miêu tả khoa học đầu tiên năm 1888.